# 拜厄姆马丁岛
拜厄姆马丁岛（Byam Martin Island，北纬75°01′至75°27′，西经103°33′至104°55′），属于努纳瓦特（Nunavut）地区，是加拿大处在北极圈的岛屿之一，位于梅尔维尔子爵海峡（Viscount Melville Sound）的北面。
它在梅尔维尔岛（Melville Island）以东27公里，中间隔着拜厄姆马丁海峡（Byam Martin Channel）。它的东北是巴瑟斯特岛（Bathurst Island），隔着奥斯丁海峡（Austin Channel）。
本岛长46公里宽37公里，面积1150平方公里。
此岛是威廉·爱德华·帕里（William Edward Parry）於1819年8月考察西北水道（Northwest Passage）期间命名的。